# Alexandra David-Néel
Alexandra David-Néel, egentligen Louise Eugénie Alexandrine Marie Néal, född David den 24 oktober 1868 i Saint-Mandé i Val-de-Marne, död 8 september 1969 i Digne-les-Bains i Alpes-de-Haute-Provence, var en belgisk-fransk äventyrare och författare.
David-Néel är mest känd för sin äventyrsresa till Lhasa i Tibet 1924. Lhasa var vid denna tid en förbjuden reseplats för västerlänningar. David-Neel skrev över trettio böcker om österländsk religion och filosofi. Hennes skildring av resan till Tibet återfinns i Voyage d'une Parisienne à Lhassa (1927). Hon blev den första europeiska kvinnan som besökte Lhasa.

## Biografi

### Tidigt liv
David-Néel var född i Val-de-Marne år 1868. Alexandra var enda barnet. Då hon var tre år gammal tog hennes far henne till en allmän avrättning av den sista fången med kopplingar till Pariskommunen, för att försäkra sig om att dottern aldrig skulle glömma en sådan skamlig tidsperiod i Frankrikes historia. Hennes föräldrar representerade två olika religioner och hade ganska olika bakgrund överhuvudtaget: fadern Louis David var fattig lärare och hugenott, medan modern Alexandrine Borghmans var en rik katolik som inte kunde ärva sin familjs egendom utan att ha en man.
År 1874 flyttade hon tillsammans med sin familj till Ixelles, Belgien.
Som ung färdades Alexandra David-Néel vida omkring i Europa på cykel eller till fots. Hon var rebell och småningom anarkist och feminist, och kom att intressera sig för orientaliska studier, språk, religion och filosofi. 
Det är oklart om David-Néel konverterade till buddhismen, men enligt flera berättelser gjorde hon så framför en buddha-staty som 21-åring i Paris.
År 1904 gifte hon sig med ingenjören Philippe Néel. Paret möttes för första gången i Tunis fyra år tidigare. Efter bara en vecka lämnade hon sin man och sedan började David-Néel en resa i Asien som tog 14 år. Philippe stöttade sin fru finansiellt och tog emot många brev från henne under hennes resa.

### Resor till Asien
Hon skrev en bok om anarkism som så småningom gavs ut och översattes till flera språk, däribland ryska. Hon försörjde sig en tid som sångerska och sjöng flera huvudroller i olika operor. Hon reste runtom Frankrike och dess kolonier och sjöng bl.a. i Hanois opera. Ett arv gjorde det möjligt för henne att resa till Indien och vistas där 1890–1891. Hon genomkorsade Indien och mötte gurun Swami Bhaskarananda och fick en inblick i den vediska religionen. Himalaya kom att driva henne till flera och längre resor, vilket på hennes tid var helt enastående. David-Néel var både forskningsresande, äventyrare och sökare. Hon var sedan unga år väl förtrogen med kristendomen, men intresserade sig även för islam och studerade Koranen.
Efter ytterligare orientaliska studier, i synnerhet i språk, anträdde Alexandra David-Néel sin andra stora Indienresa. Den var planerad att vara ungefär ett år men kom att vara 14 år. Hon reste 1911 och kom tillbaka först 1925. Efter sin återkomst var hon med om att grunda det första tibetanska meditationscentret i Paris. Hon skilde sig från Philippe eftersom paret hade glidit ifrån varandra för längre sedan.
Resan tog sin början i Sikkim där hon lärt känna landets styresman Sidkeong Tulku år 1912. Härifrån kunde hon i lugn och ro bese kloster och heliga eremitage i Himalayaområdet och Tibets södra delar. I ett av klostren träffade hon munken Aphur Yongden som kom att bli hennes följeslagare under resten av livet och som hon sedermera adopterade som sin son och arvtagare. De färdades just som mor och son på pilgrimsfärd och smälte väl in bland människorna i de områden de vistades i. Hon var den enda europé som kunnat tränga in i det stängda Tibet och som praktiserande tibetansk buddhist fick hon autentiska och vittomfattande erfarenheter och kunskaper i tibetansk kultur, språk och religion.
Efter tre Himalayavintrar på runt 4 000 meters höjd och många färder inne i det förbjudna Tibet blev hon ertappad och utvisad från Sikkim 1916. Resan gick vidare till Japan och de nordliga avläggarna av buddhismen. I Japan träffade David-Néel munken Ekai Kawaguchi, som hemligen vistats en tid i Tibet. Genom detta möte föddes den nya planen att ta sig till Lhasa via Kina. Tack vare Aphur Yongdens sällskap skulle det visa sig vara ganska enkelt att låtsas vara en del av befolkningen och kunna färdas utan att väcka alltför mycket uppmärksamhet. Under periodvis stora umbäranden och många äventyr lyckades uppsåtet och 1924 var resan fullbordad. I böckerna En parisiskas resa till Lhasa och Bland magiker och mystiker i Tibet öppnas för första gången dörrarna till Tibets unika och urgamla traditioner, inte minst vad gäller psykisk och andlig kunskap.
Hon reste återigen till Asien, till Kina, år 1937 tillsammans med Yongden. De behövde dock lämna Kina på grund av kriget men fortsatte sina resor runtom Asien tills de återvände till Paris år 1945. Yongden avled år 1955, vilket var en sorglig erfarenhet för David-Néel, men hon fortsatte ändå forska i tibetologi och gjorde några korta resor till Europa tills hennes reumatism blev för smärtsam.

### Sista år och arv
David-Néel bodde i ett hus som hon hade köpt 1928 och kallade för Samten-Dzong ("reflexionens residens"). Många unga resenärer besökte henne och började kalla henne för Dignes fru.
Alexandra David-Néels livsverk var en bedrift och inspirerande på många plan. Hon kom successivt att assimilera Himalayas och Tibets folkliga, andliga och kulturella traditioner, men vidmakthöll samtidigt sin kärna av europeiskt skolad kvinna. Hon uppnådde den aktningsvärda åldern av 100 år.
David-Néel avled den 8 september 1969 i sitt hem. Efter hennes död strödde hennes sekreterare David-Néels aska i Ganges. Det berättas att hon som hundraåring förnyade sitt pass då hon planerade ytterligare ett orientaliskt äventyr.
I dagens läge är David-Néels gamla hus ett museum.

## Utmärkelser
- Hederslegionen (1969)[10]

Det var en gång-serien om upptäcktsresor dedicerar ett avsnitt till David-Néel (avsnitt 23). Hon är seriens enda kvinnliga huvudperson. 

## Böcker på svenska
- Parmi les mystiques et les magiciens du Thibet
  - Bland mystiker och magiker i Tibet (översättning Aslög Davidson, Geber, 1933)
  - Bland mystiker och magiker i Tibet (översättning Britt Arenander, Alba, 1988)
- Voyage d'une parisienne à Lhassa
  - En parisiskas resa till Lhasa: till fots och med tiggarstav från Kina till Indien genom Tibet (översättning Britt Arenander, Alba, 1987)